# Drang nach Osten

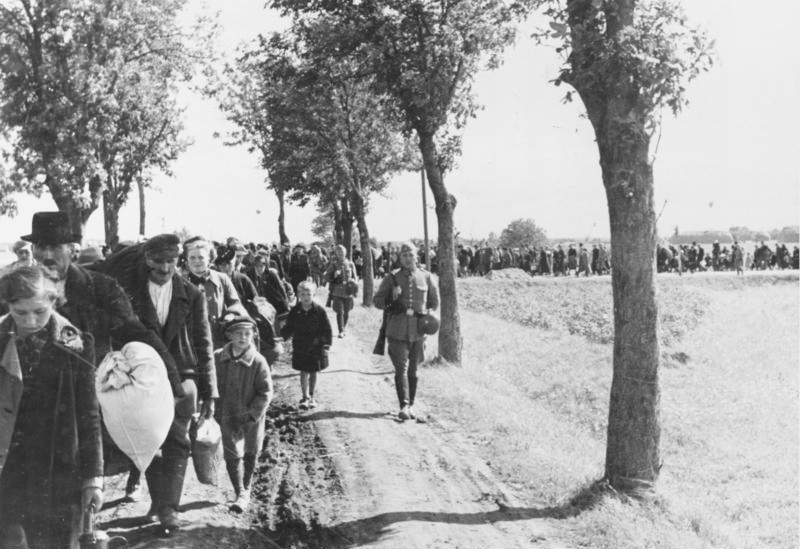
Vyhoštění Poláků po německé invazi do Polska v roce 1939. Poláci jsou přemístěni, aby bylo místo pro německé kolonisty, což bylo součástí plánu poněmčování západního Polska.

Drang nach Osten (česky „touha po východu“, „tah na východ“…) byl pojem, který byl poprvé použit v 19. století k pojmenování německé expanze do slovanských zemí. Tento název se stal mottem německého nacionalistického hnutí ke konci 19. století. V některých historických rozpravách kombinuje „Drang nach Osten“ historické německé osídlování východní Evropy, středověké vojenské expanze germánských rytířů, germanizační strategie a válečný konflikt novověkých německých států, jako je nacistický Lebensraum. Drang nach Osten byl jedním z podstatných elementů německého nacionalismu a jednou z částí nacistické ideologie. 7. února 1944 Adolf Hitler řekl: Je to východním směrem, stále a pouze na východ, kam se musí naše lidská rasa rozšířit. Je to směr, který pro expanzi německých obyvatel nařídila sama příroda.

## Původ pojmu
Poprvé použil termín „Drang nach Osten“ polský novinář Julian Klaczko v roce 1849. Je však sporné, jestli i on sám tento termín vymyslel. Protože je tento pojem používán v německém tvaru v angličtině, polštině, ruštině, češtině i dalších jazycích, došlo se k závěru, že je jeho původ německý.

## Historické pozadí
Drang nach Osten souvisí se středověkým německým osídlováním východu (Ostsiedlung). Tato „východní kolonizace“ se týkala rozšiřování německé kultury, jazyka, států a osídlování východní a severní Evropy obývané Slovany a Balty.
Populační nárůst ve vrcholném středověku vedl ke stěhování lidí z oblastí Svaté říše římské, a to Porýní, Vlámska a Dolního Saska, na východ na méně zalidněné baltské území a do Polska. Tyto přesuny byly podporovány německou šlechtou, slovanskými králi a vévody a středověkou církví. Většina kolonizace proběhla na úkor polabských Slovanů a pohanských Baltů.
Právě v těchto přesunech obyvatelstva má své kořeny budoucí stát Prusko, který byl pojmenován po podmaněných Prusech. Řád německých rytířů, který byl pozván Konrádem Mazovským do severního Polska na konci středověku, asimiloval a násilně proměnil většinu obyvatel jižních baltských pobřeží.
Rusko a Švédsko si nakonec podrobily země zabrané germánskými rytíři v Estonsku a Livonsku. Po rozdělení Polska mezi Prusko, Rakousko a Rusko na konci 18. století získalo Prusko většinu západního Polska. Prusové a později Němci se zapojili do germanizace na polském území.

## Význam pojmu v německé diskuzi
Tento pojem se stal ústředním bodem programu německého nacionalistického hnutí v roce 1891 se založením Alldeutschen Verbandes dle slov: „Der alte Drang nach dem Osten soll wiederbelebt werden" („Starý Drang nach Osten musí být oživen“). Nacistické Německo uplatnilo tento slogan během sudetské krize v roce 1938 označením Čechů jako „slovanské obranné zdi proti Drang nach Osten“.
Navzdory Drang nach Osten probíhaly přesuny obyvatel i opačným směrem, protože lidé z málo vyvinutých venkovských oblastí na východě byli přitahováni prosperujícími průmyslovými regiony v západním Německu. Tento fenomén byl známý pod pojmem Ostflucht, doslova „útěk z východu“.

### „Drang nach Westen“
Nový Drang nach Osten byl vyzván německými nacionalisty, aby šel v protikladu s polským „Drang nach Westen“ („touha po západu“). První světová válka skončila Versailleskou smlouvou, díky které větší část provincií Německé říše, např. Poznaňsko, Západní Prusko a Horní Slezsko, připadla druhé Polské republice; západopruské město Gdaňsk se stalo svobodným městem Gdaňsk. Polské noviny Wprost v srpnu roku 2002 použily oba termíny „Drang nach Osten“ a „Drang nach Westen“ jako nadpisy k článkům o energetické společnosti RWE ovládající polskou společnost STOEN a o polské migraci do východního Německa.
„Drang nach Westen“ je také ironický název kapitoly v knize Erica Josepha Goldberga Struggle for Empire, která poukazovala na „chybějící“ východní ambice Ludvíka II. Němce, který místo toho rozšiřoval své království směrem na západ.

## Význam pojmu v polské a panslovanské diskuzi
Americký profesor historie Henry Cord Meyer, syn německých přistěhovalců, ve své knize „Drang nach Osten: Bohatství myšlenky sloganu v německo-slovanských vztazích, 1849 - 1990“ tvrdí, že slogan „Drang nach Osten“ má s největší pravděpodobností svůj původ v slovanských zemích, kde byl také využívanější než v Německu: „hlavní oblastí rozšíření tohoto sloganu byl slovanský svět.“ Ve skutečnosti většina německých vzdělanců odmítla tento slogan jako pouhou panslovanskou agitaci proti Německu.“ Byl „hlavní částí historiografie a propagandy Sovětského bloku. [...] I když toto pojetí nalezlo rozsáhlé přijetí v slovanské historiografii od druhé světové války, neznamenalo to, že je opravdu správné. Tato fráze je často používána k doložení kontinuity základního rysu německé historie od 11. století do současnosti; je úzce spojena se slovanskými stereotypy o německém národním charakteru.“

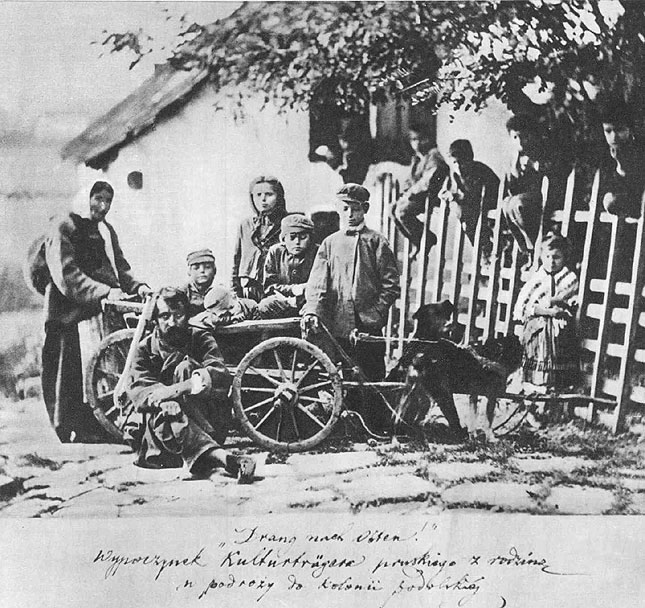
Němečtí kolonisté nedaleko Kamence Podolského na Ukrajině na konci 19. století

S rozvojem romantického nacionalismu v 19. století začali polští a ruští intelektuálové odkazovat k německému Ostsiedlung jako k Drang nach Osten. Německá říše a Rakousko-Uhersko pokoušely rozšířit svou moc na východ; Německo získáním vlivu v upadající Osmanské říši (Východní otázka) a Rakousko-Uhersko získáním území na Balkáně (Bosna a Hercegovina).

## Lebensraum nacistického Německa
Adolf Hitler, diktátor nacistického Německa v letech 1933–1945, se dožadoval „Drang nach Osten“, aby získal území pro německé kolonisty na úkor východoevropských národů (Lebensraum). Tento pojem se rozšířil natolik, že se mohl v zahraničních novinách objevovat bez vysvětlení. Jeho východní vojenské akce během druhé světové války byly zpočátku úspěšné. Wehrmacht dobyl Polsko, baltské země, Bělorusko, Ukrajinu a většinu evropského Ruska; k odstranění slovanských národů z těchto zemí a k jejich náhradě Němci byl vytvořen Generalplan Ost.
Neúspěch tohoto plánu byl zapříčiněn zejména nedostatkem Němců, kteří by se skutečně na východě chtěli usadit. Osady založené během války nepřijímaly kolonisty z Altreichu (starého jádra německé říše), ale hlavně východoevropské Němce přesídlené ze sovětských sfér podle paktu Ribbentrop–Molotov, a také Poláky, které nacisté považovali za germanizované. Sovětský svaz však od roku 1943 začal odvracet německá vítězství a nacistické Německo bylo spojenci v roce 1945 poraženo.

## Poválečné vyhoštění Němců z východní Evropy
Následek Ostsiedlung byl ukončen po druhé světové válce. V letech 1945–48 bylo německé obyvatelstvo vyhoštěno za linii Odra-Nisa. Tato hranice byla ustanovena po druhé světové válce rozhodnutím postupimské konference. Masivní vyhoštění německých obyvatel z východu bylo odůvodněné jako zvrácení „Drang nach Osten“.
„Historické Východní Německo“, které bylo zemí baltských obyvatel (Prusů), kteří byli kolonizováni a začleňováni německým „Drang nach Osten“, bylo rozděleno mezi Polsko, Rusko, a Litvu a osídleno místní populací. Linie Odra-Nisa byla poválečnými německými státy (Východním a Západním Německem i sjednoceným Německem) přijata jako východoněmecká hranice. Byly tak svrženy všechny plány znovurozšíření nebo znovuosídlení území za touto hranicí. Prusové byli ve 13. století přemoženi germánskými rytíři a postupně se během následujících století přizpůsobovali. Pruský jazyk zanikl v 17. století nebo na začátku 18. století.